# Кекконен, Виено
Ви́ено Хеллеви Ке́кконен-Са́ури (фин. Vieno Hellevi Kekkonen-Sauri, род. 6 сентября 1934, Карттула, Финляндия) — финская певица, пик популярности которой приходится на конец 50-х и начало 60-х годов.
Наиболее известные шлягеры Виено Кекконен — «Preerian keltainen ruusu» (Жёлтая роза Техаса, 1955), «Sateenkaaren tuolla puolen» (На той стороне радуги, 1956), «Sävel rakkauden» (Мелодия любви, 1957), «Hiljaa virtaa joki» (Тихий бег реки, 1959), «Ei koskaan sunnuntaisin» (Никогда в воскресенье, 1960), «Kesäyö» (Летняя ночь, 1960) и «Ensimmäinen rakkaus» (Первая любовь, 1962).
Кроме того, Кекконен неоднократно записывала песни с такими певицами, как Лайла Киннунен, Брита Койвунен, Пиркко Маннола, Марьятта Леппянен, а также с группой Four Cats.